# 이광섭 (1961년)
이광섭(李光燮, 1961년 10월 12일 ~ )은 대한민국의 제7·8대 경상남도 함안군의원이었다.

## 학력
- 부산경상대학교 경영과 졸업

## 경력
- 함안군 농업경영인 부회장
- 함안군 한우협회 사무국장
- 함안군 축산연합회 사무국장
- 자유한국당 경남도당 부위원장
- 함안군 협의회 정책특보
- 2017.04 ~ 2018.06 제7대 경상남도 함안군의회 의원
- 2017.04 ~ 2018.06 제7대 경상남도 함안군의회 후반기 의회운영위원회 위원
- 2017.04 ~ 2018.06 제7대 경상남도 함안군의회 후반기 산업건설위원회 위원
- 2017.04 ~ 2018.06 제7대 경상남도 함안군의회 후반기 예산결산특별위원회 위원장
- 산인면 입곡리 숲안(구.임촌) 16년 마을 이장
- 산인면 이장단협의회 회장
- 산인면 소방대원
- 함안군 아동위원
- 산인면 체육회 수석 부회장
- 2018.07 ~ 2022.06 제8대 경상남도 함안군의회 의원
- 2018.07 ~ 2020.07 제8대 경상남도 함안군의회 전반기 의회운영위원회 위원
- 2018.07 ~ 2020.07 제8대 경상남도 함안군의회 전반기 행정복지위원회 위원장
- 2020.07 ~ 2022.06 제8대 경상남도 함안군의회 후반기 의장

## 역대 선거 결과
|  | 50.18% |

|  | 31.76% |

|  | 10.47% |